# Zaanse Schans

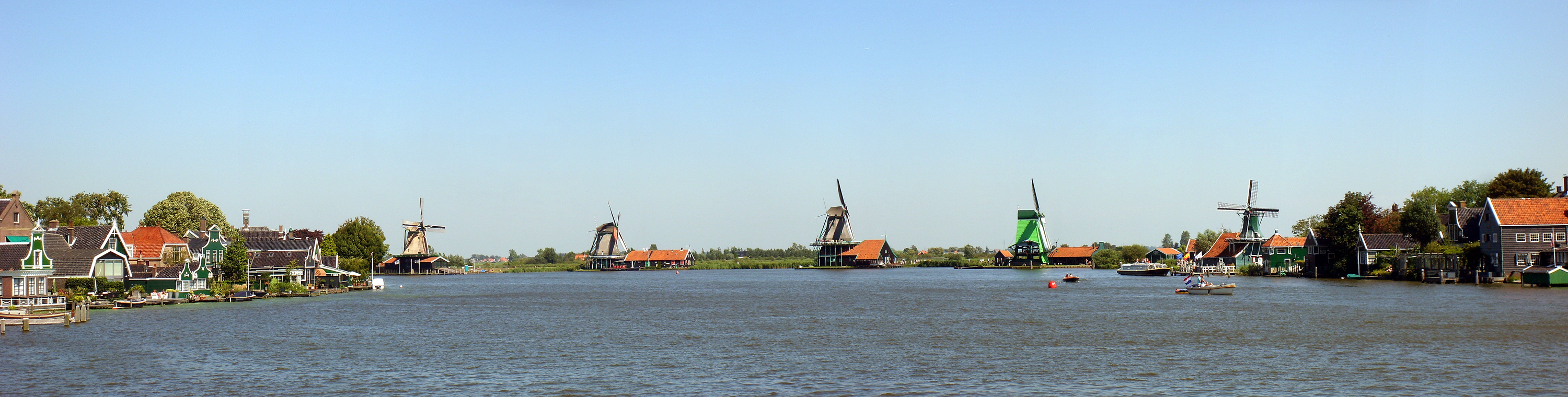
Nazwy wiatraków na fotografii from z lewej do prawej: Het Jonge Schaap, De Zoeker, De Kat, De Gekroonde Poelenburg i De Huisman.
Fotografował: Niels Kim.

Zaanse Schans – skansen wiatraków, znajduje się w Zaandam, obok Zaandijk, administracyjnie należy do Zaanstad w Holandii, w prowincji Holandia Północna. Zachowała się tu kolekcja starych wiatraków i domów. Zaanse Schans jest jedną z najbardziej popularnych atrakcji turystycznych w Holandii. Każdego roku odwiedza je około 900 000 turystów.
Wiatraki nad rzeką Zaan zaczęto budować około roku 1600. Początkowo służyły do osuszania terenu, później zaczęto je budować również do celów produkcyjnych. Przerabiały pszenicę, jęczmień, owies, ryż, papier, drzewo, olej jadalny, gorczycę, tytoń, konopie oraz wiele innych przywożonych z zamorskich krajów surowców. W końcu XVIII wieku było ich prawie tysiąc. Po roku 1850 wkroczyły do Holandii maszyny parowe i przejęły pracę wiatraków. Większość z nich w krótkim czasie została zlikwidowana. Dziś pozostało z nich tylko trzynaście. 

## Lista wiatraków

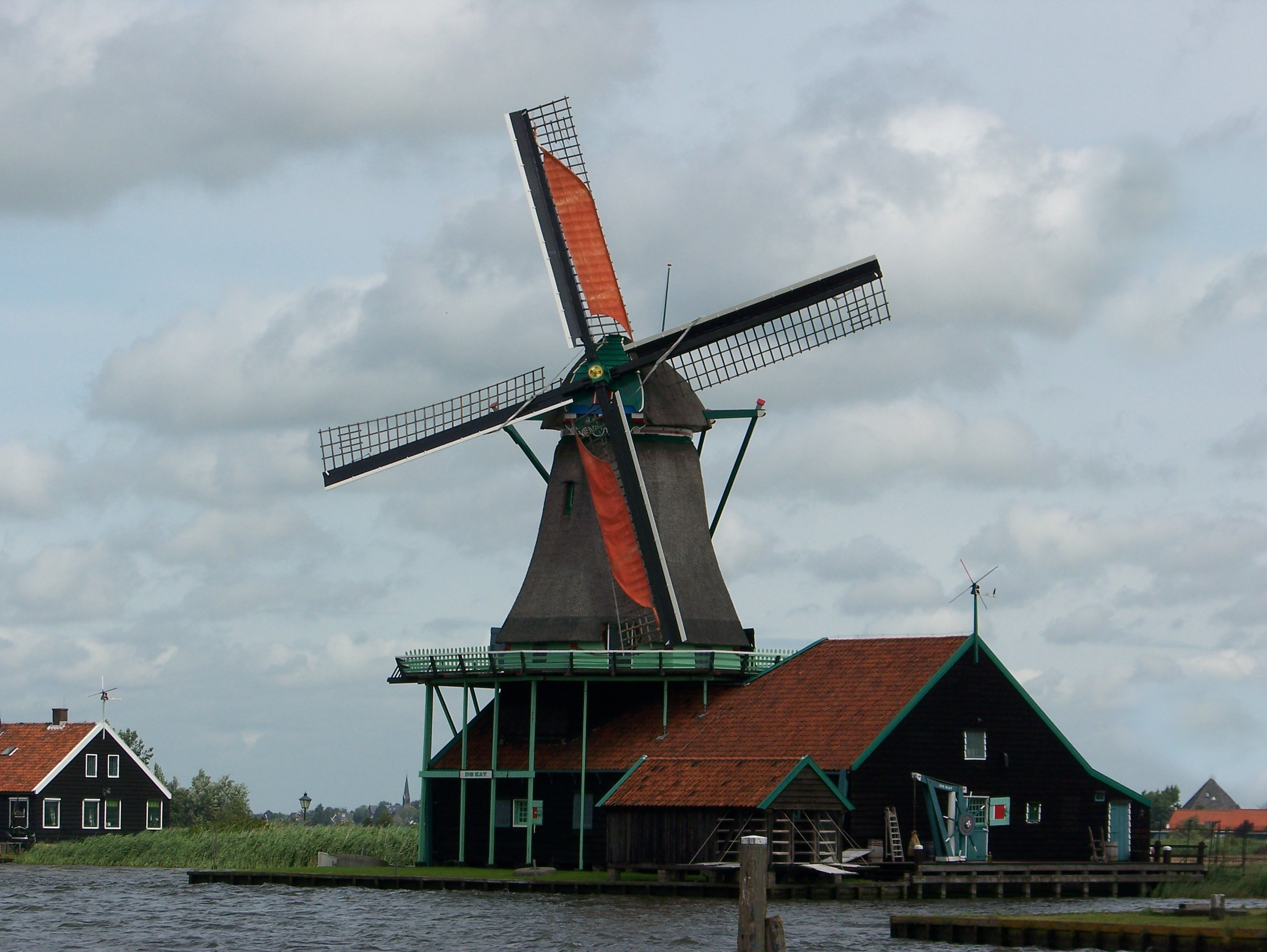
Wiatrak De Kat

- De Huisman ("Gospodarz") – miele gorczycę na musztardę
- De Gekroonde Poelenburg ("Ukoronowany Poelenburg") – wiatrak tartaczny
- De Kat ("Kot") – miele pigmenty na farby
- Het Jonge Schaap ("Młoda owca") – wiatrak tartaczny
- De Os ("Wół") – wytwarza olej
- De Zoeker ("Poszukiwacz") – wytwarza olej
- Het Klaverblad ("Listek koniczyny") – wiatrak tartaczny
- De Bonte Hen ("Kolorowa Kura") – wytwarza olej